# Trải nghiệm cận tử

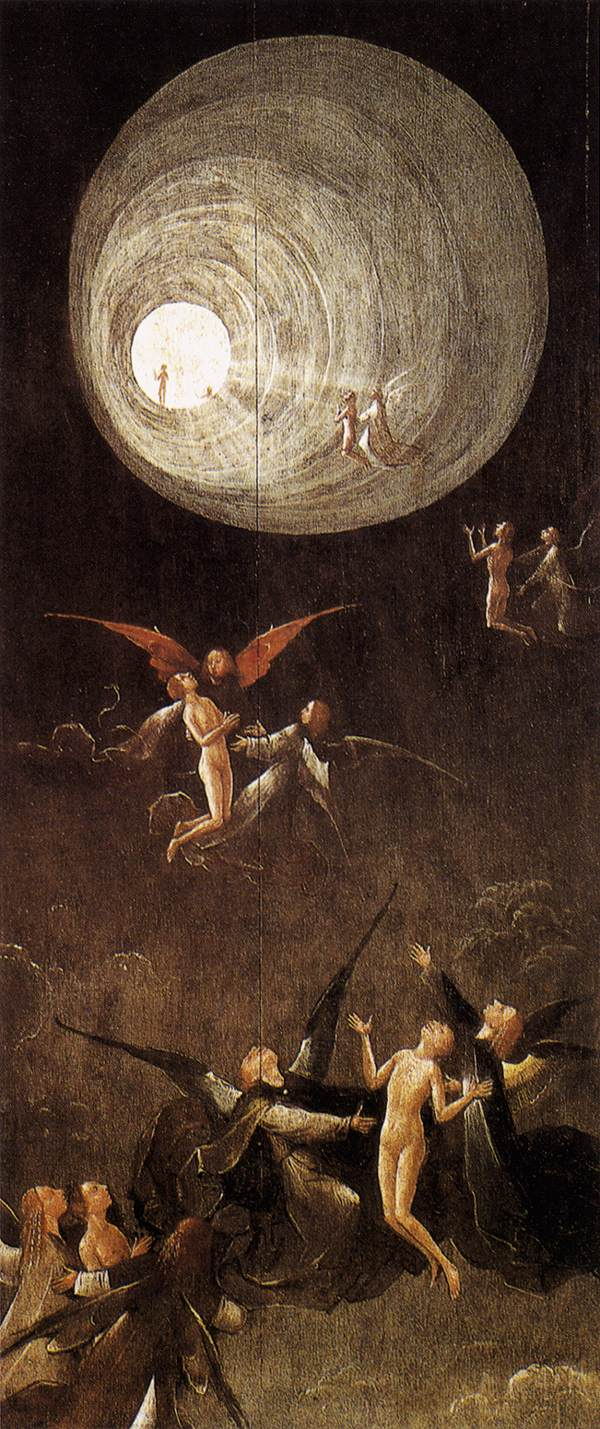
Tranh Ascent of the Blessed của Hieronymus Bosch

Trải nghiệm cận tử (tiếng Anh: near-death experience) là một trải nghiệm được kể lại bởi một người suýt chết hoặc đã bị chết lâm sàng và được cứu sống. Một số nhà khoa học tin rằng trải nghiệm này có thể được giải thích bằng các ảo giác do bộ não đang chết dần tạo ra. Tuy nhiên, mô hình này bị phản bác ngày càng mạnh bởi các nghiên cứu thực hiện tại Hà Lan và các nơi khác (van Lommel, 2004). Trải nghiệm này phổ biến một cách đáng ngạc nhiên, đặc biệt từ khi có các kĩ thuật hô hấp nhân tạo. Theo kết quả điều tra của tổ chức Gallup, có khoảng 8 triệu người Mỹ khẳng định đã trải qua kinh nghiệm cận tử (Mauro, 1992). Kinh nghiệm này thường bao gồm cả sự thoát xác (out-of-body experience).

## Hiện tượng học của trải nghiệm cận tử
Hiện tượng học của một kinh nghiệm cận tử thường bao gồm các phạm trù sinh lý học, tâm lý học và siêu việt (Parnia, Waller, Yeates & Fenwick, 2001) chẳng hạn như các ấn tượng chủ quan về việc ở bên ngoài cơ thể vật lý (trải nghiệm thoát xác), sự siêu việt của bản ngã có thể vượt qua các ranh giới không gian và thời gian, và các kinh nghiệm siêu việt khác (Lukoff, Lu & Turner, 1998; Greyson, 2003).
Thông thường, trải nghiệm phát triển theo một tiến trình xác định (Mauro, 1992; Morse, Conner & Tyler, 1985; Morse & Perry, 1992; van Lommel et.al, 2001), tóm tắt như sau:
1. Một cảm giác bị chết hoặc mất đi ý thức
2. Một trải nghiệm thoát xác. Cảm giác trôi bồng bềnh ở phía trên cơ thể của mình và nhìn thấy khu vực xung quanh.
3. Cảm xúc dễ chịu, tĩnh tại. Cảm giác tràn đầy tình yêu và bình yên.
4. Cảm giác chuyển động lên cao qua một đường ống hẹp.
5. Gặp gỡ những người thân đã khuất hay các nhân vật tâm linh.
6. Gặp một thực thể ánh sáng hay một luồng ánh sáng (có thể là một nhân vật thần thánh hay tôn giáo).
7. Được hồi tưởng lại cả cuộc đời (life review).
8. Tiến đến một ranh giới.
9. Một cảm giác đang quay trở lại với thể xác, thường kèm theo sự do dự không muốn quay lại.

Một trải nghiệm cận tử ở mức độ cao phản ánh sự bình yên, niềm vui và sự hài hòa, tiếp theo là sự thấu hiểu và các trải nghiệm tôn giáo hay thần bí (Lange, Greyson & Houran, 2004). Những kinh nghiệm cận tử ở mức độ cao nhất bao gồm cả một sự nhận thức về những sự kiện xảy ra tại một nơi chốn hoặc thời điểm khác.
Trong số các trường hợp chết lâm sàng mà được coi là dẫn đến một kinh nghiệm cận tử, người ta tìm thấy các nhân tố như: ngừng tim (cardiac arrest), sốc do mất máu sau khi sinh nở hoặc khi biến chứng phẫu thuật, sốc do nhiễm trùng hoặc do quá mẫn cảm, tử hình bằng điện, hôn mê, xuất huyết não (intracerebral haemorrhage) hoặc tắc mạch máu não (cerebral infarction), tự tử, suýt chết đuối hoặc ngạt thở, ngừng thở, trầm cảm nghiêm trọng (van Lommel et al., 2001).